# Tithraustes augustimacula
Tithraustes augustimacula är en fjärilsart som beskrevs av Paul Dognin 1902. Tithraustes augustimacula ingår i släktet Tithraustes och familjen tandspinnare. Inga underarter finns listade i Catalogue of Life.